# Bràsides
Bràsides o Bràsidas (grec antic: Βρασίδας, llatí: Brasidas), fill de Tel·lis, va ser un general espartà d'entre els més importants de la primera part de la Guerra del Peloponnès. En el primer any de la guerra, el 431 aC, va introduir cent homes a Metone mentre era assetjada pels atenesos, i va aconseguir salvar la ciutat. Va rebre públicament l'agraïment del govern, i el setembre el van nomenar èfor epònim, segons diu Xenofont.
El 429 aC apareix com un dels tres consellers que va ajudar a Cnemos després de la seva primera derrota per Formió. I després de la segona derrota al mateix lloc el seu nom apareix com un dels que va intentar sorprendre el Pireu. Segurament el fracàs no va ser culpa seva.
L'any 427 aC va quedar sota comandament d'Alcidas, el nou almirall espartà, però amb un càrrec dins de l'estat major, i el va acompanyar a Corcira. Tucídides diu que després d'una primera victòria va demanar d'atacar la ciutat però no el van escoltar.
Després va ser nomenat trierarca i va intentar desallotjar a Demòstenes de Pilos l'any 425, on va resultar greument ferit. Tucídides diu que va intentar saltar a terra, però per les seves ferides li va caure l'escut a l'aigua i es va desmaiar. Va aconseguir tornar a la nau, però els atenesos van trobar l'escut que després van utilitzar en el seu trofeu. L'any següent era a l'istme de Corint preparant una expedició a la península Calcídica però va haver d'auxiliar a Mègara que sense el seu ajut hauria caigut sens dubte en mans dels enemics.
El 424 aC amb un exèrcit de 700 hilotes i 1000 mercenaris, va arribar a Heraclea, i en una ràpida marxa a través de Tessàlia, que li era hostil, es va unir a Perdicas II de Macedònia. Amb el rei macedoni, després d'una breu campanya contra Arribeu, un vassall revoltat, va conquerir Acantos, Estagira, Amfípolis (la ciutat més important de totes les tributaries d'Atenes en aquesta zona, conquesta que va complementar amb un atac al seu port, Eíon, que no va succeir), Mircinos, Galepsos, Èsime i altres ciutats de la península d'Atos, Torone i finalment l'expulsió de la guarnició atenenca de la fortalesa de Lècit.
A la primavera de l'any 423 aC es va concertar la treva amb Atenes i només un dia o dos abans va conquerir Escione, que s'havia revoltat. Bràsidas va rebutjar que hagués estat conquerida després de la treva i la va conservar i encara va encoratjar la revolta de Mende de Pal·lene, amb l'excusa de violacions per l'altra part. Tot seguit va tornar a ajudar a Perdicas II en una segona expedició contra el rebel Arribeu que va acabar amb una perillosa però hàbil retirada i mentre Mende va ser reconquerida pels atenesos. L'hivern del 423 al 422 aC va fer un intent d'ocupar Potidea.
El 422 aC Bràsidas, sense reforços, es va haver d'enfrontar a un fort exèrcit atenenc dirigit per Cleó. Els atenesos van ocupar Torone i Galepsos però Bràsidas va poder salvar Amfípolis rebutjant als atenencs que van patir una seriosa desfeta en la qual va morir Cleó, però on Bràsidas va resultar greument ferit.
Va morir poc després i el van enterrar a Amfípolis, dins de les muralles, honor poc freqüent en una ciutat grega. Diu Pausànias que els habitants d'Amfípolis van honorar la seva memòria amb sacrificis anuals i amb la instauració d'uns jocs. Tucídides tenia una gran opinió de Bràsidas com a militar, i deia que la seva eloqüència era molt infreqüent en un espartà.